# Eusimplex flava
Eusimplex flava là một loài bướm đêm trong họ Noctuidae.